# Egernia cunninghami
Egernia cunninghami es una especie de escinco del género Egernia, familia Scincidae. Fue descrita científicamente por Gray en 1832.
Habita en Australia (Nueva Gales del Sur, Queensland, Australia Meridional, Victoria) a elevaciones por encima de 1000 metros. Tiene una quilla distintiva en cada escama, lo que le da una apariencia ligeramente espinosa. Es extremadamente variable en color, desde marrón oscuro hasta negro, con o sin parches manchados, moteados o bandas estrechas. Prefiere vivir en comunidad, en grietas de afloramientos rocosos o troncos huecos.

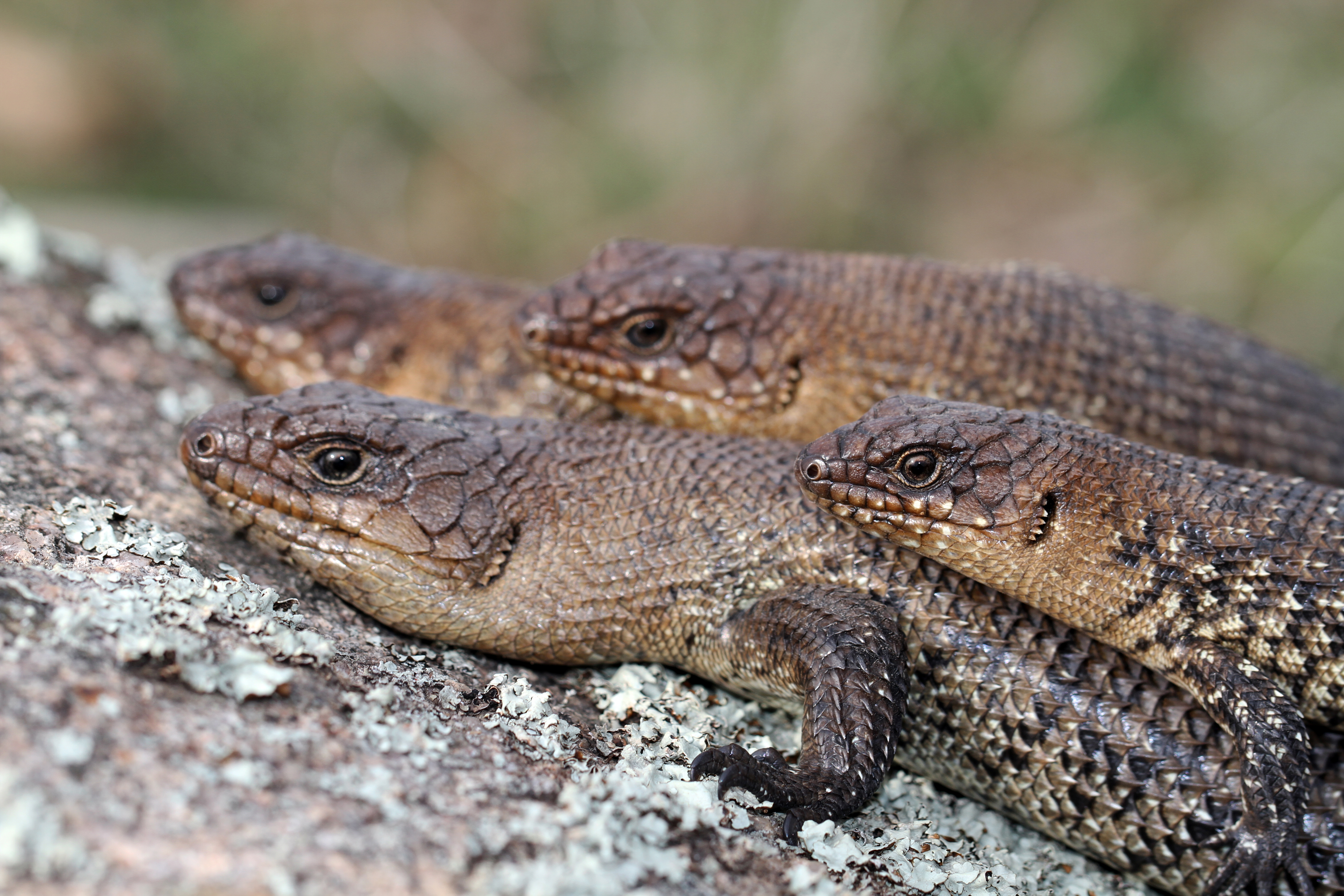
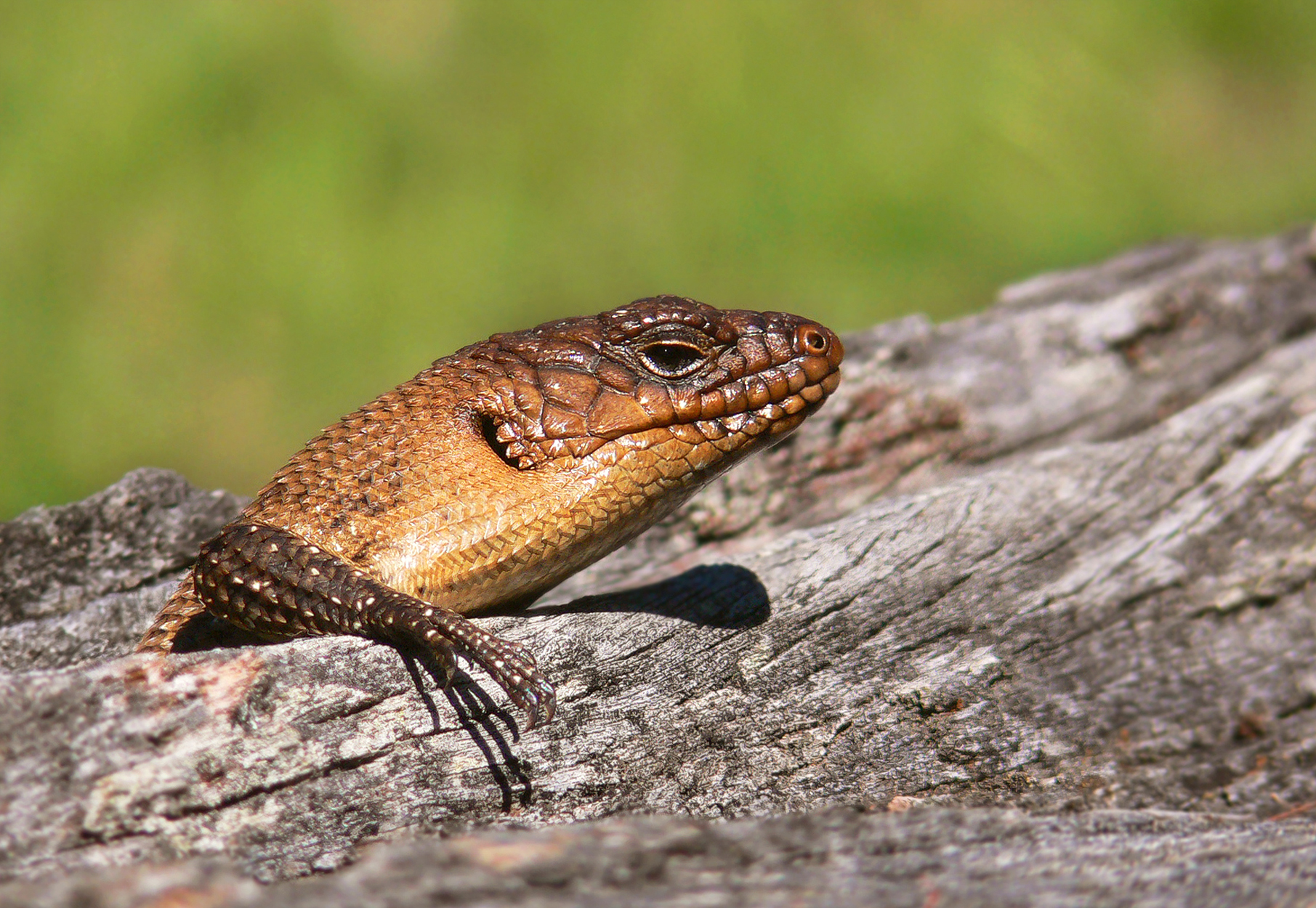
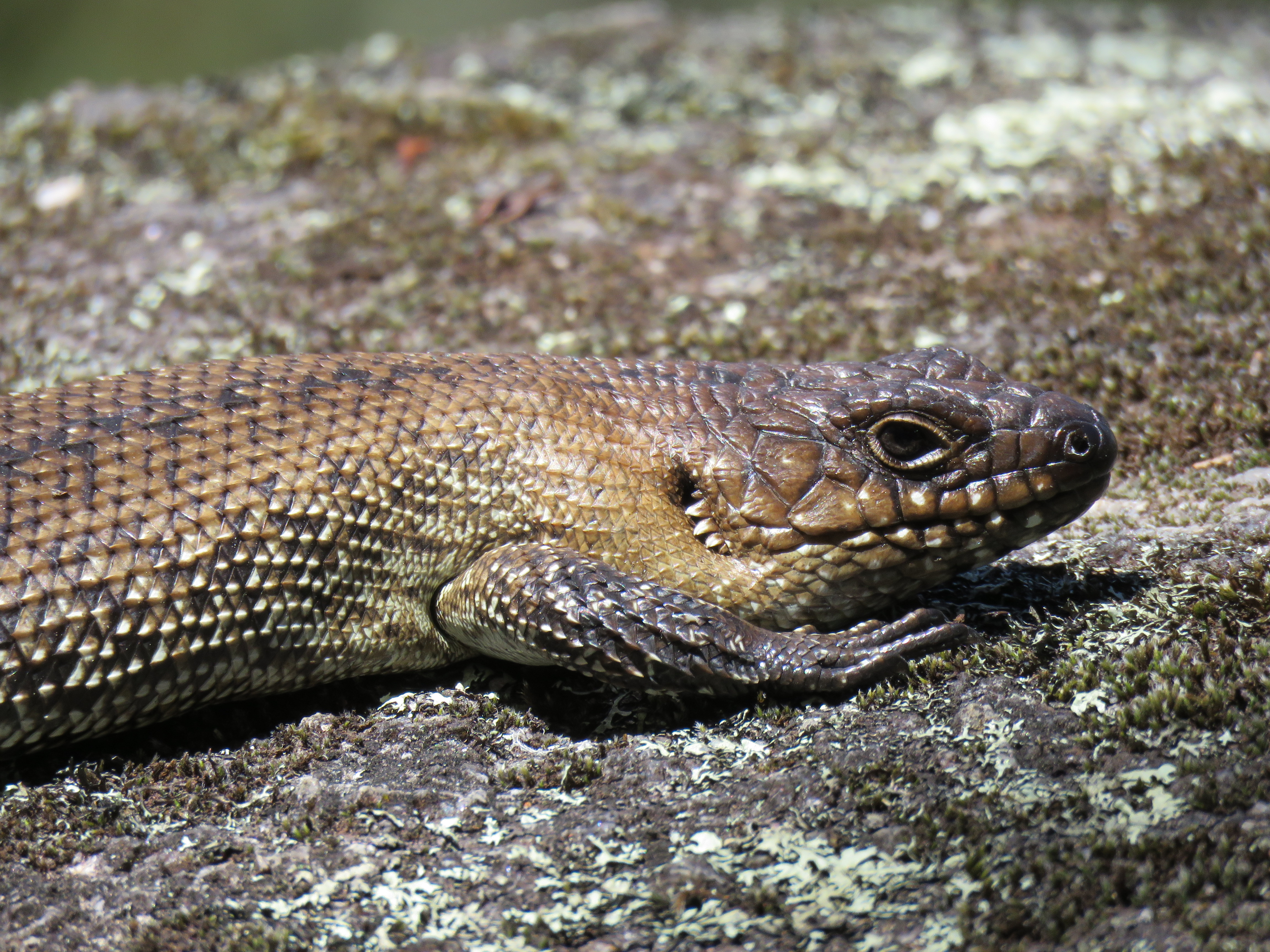
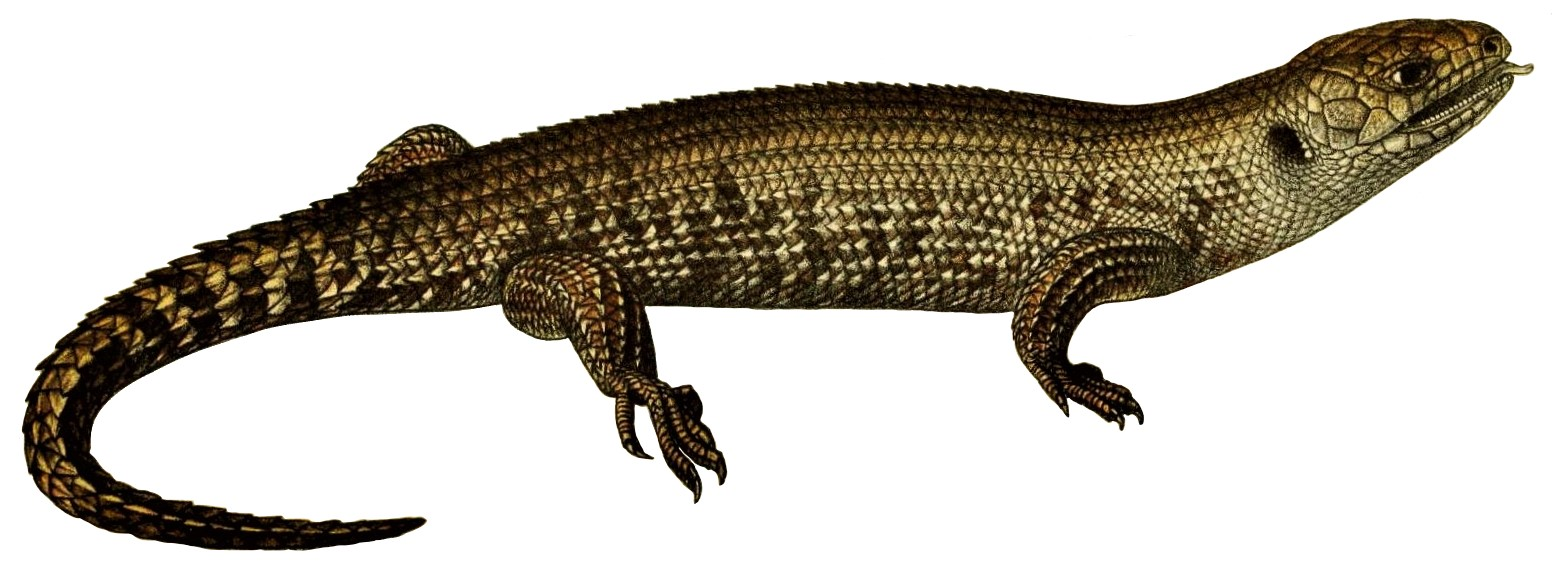